# Daniel Hadad
Daniel Hadad (Buenos Aires, 28 de novembro de 1961) é um empresário argentino envolvido em telecomunicações e mídia.

## Biografia
Daniel Hadad nasceu em Buenos Aires em 1961 em uma família de origem síria. Formou-se advogado e jornalista pela Universidade Católica da Argentina e fez pós-graduação na Universidade de Navarra, na Espanha. Ele recebeu uma bolsa da Fundación Universidad Río de la Plata para continuar seus estudos em Washington DC.
Antes de se tornar um empresário de mídia, Daniel Hadad trabalhou como jornalista. Ele ganhou notoriedade pela primeira vez em 1991 como co-apresentador do programa matinal da Radio América e, mais tarde, co-apresentador de Después de Hora. Ele também estava encarregado de um talk show de rádio, El Primero de la Mañana. Após a privatização da maioria das ondas de rádio do país pelo presidente Carlos Menem, Hadad lançou a Radio 10 (líder de audiência no mercado de rádios AM), em 1998. Ele adquiriu 50% das ações do Canal 9, uma emissora líder de Buenos Aires, em 2002 e comprou a metade restante. Hadad vendeu a rede em dezembro de 2007 para o investidor mexicano Miguel Ángel González e adquiriu o canal TV News C5N (Canal 5), que vendeu em 2012 junto com Pop Radio, Mega 98.3, FM Vale 97.5, Radio 10 e TKM Radio. Atualmente, ele é dono do jornal diário online Infobae, que ganhou o prêmio de excelência "Konex de Platino" em 2017.